# Ивка (приток Мокши)
Ивка, Ива — река в России, протекает по Ковылкинскому району Республики Мордовия и Нижнеломовскому району Пензенской области. Устье реки находится в 545 км от устья Мокши по правому берегу. Длина реки составляет 23 км, площадь водосборного бассейна — 128 км².
Исток реки в Мордовии близ границы с Пензенской областью в 33 км к юго-востоку от Ковылкина. Вскоре после истока перетекает в Пензенскую область, течёт на юго-запад, затем на юг. В среднем течении река протекает село Ива. В нижнем течении русло реки спрямлено. Впадает в Мокшу напротив деревни Ражки, ширина реки у устья — 10 метров.

## Данные водного реестра
По данным государственного водного реестра России относится к Окскому бассейновому округу, водохозяйственный участок реки — Мокша от истока до водомерного поста города Темников, речной подбассейн реки — Мокша. Речной бассейн реки — Ока.
Код объекта в государственном водном реестре — 09010200112110000026875.